# لاك دو فلامبو (ويسكونسن)
لاك دو فلامبو (بالإنجليزية: Lac du Flambeau, Wisconsin)‏ هي بلدة تقع بولاية ويسكونسن في الولايات المتحدة. تبلغ مساحتها 330.8 (كم²)، وترتفع عن سطح البحر 488 م، بلغ عدد سكانها 3004 نسمة في عام 2000 حسب إحصاء مكتب تعداد الولايات المتحدة وتصل الكثافة السكانية فيها 11.6 نسمة/كم2.

## أعلام
- تيد سانت جيرمين

## وصلات خارجية
- The US50 - Cities and Towns in Wisconsin State
- Wisconsin Cities and Towns, Facts, Map, Flag, Colleges, Government, and More